# Parque de Exposições Celso Garcia Cid
O Parque de Exposições Celso Garcia Cid é um espaço para eventos localizado no município brasileiro de Cascavel, na Região Oeste do Paraná. 
De propriedade da Sociedade Rural do Oeste do Paraná, está localizado junto à via marginal da Rodovia BR 277, próximo da região central da cidade, com acesso asfaltado.
A estrutura do parque é composta por terrenos vazios e edificações de tamanhos e propósitos variados.Suas ruas internas são asfaltadas e com meio fio. O parque tem 145.000 m2, conta com pavilhão coberto e com baias para animais, recinto de leilões, área para rodeios, shows artísticos e diversos auditórios para palestras.
Entre muitos eventos, sedia anualmente a Expovel e o Show Pecuário.